# Стара Кудеєвка
Стара Куде́євка (рос. Старая Кудеевка, башк. Иҫке Көҙөй) — присілок у складі Іглінського району Башкортостану, Росія. Входить до складу Надеждинської сільської ради.
До 10 вересня 2007 року присілок називався селище Будка 1688 км.
Населення — 34 особи (2010; 35 в 2002).
Національний склад:
- башкири — 32 %
- чуваші — 26 %